# 吉氏高鱂
吉氏高鱂，為輻鰭魚綱鯉齒目鰕鱂亞目溪鱂科的其中一種，為熱帶淡水魚，分布於南美洲巴西聖弗朗西斯科河流域，本魚雌魚尾柄有黑色的斑點，雄性臀鰭有灰色到黑色斑紋，體色黃色，背鰭前面粉紅，在後部黃色，雄魚尾鰭截形，雌魚圓形，背鰭軟條16-25枚;臀鰭軟條19-24枚，體長可達7.3公分，棲息在底中層水域，生活習性不明，可作為觀賞魚。

## 擴展閱讀
維基物種上的相關：吉氏高鱂